# Khách sạn Majestic Saigon

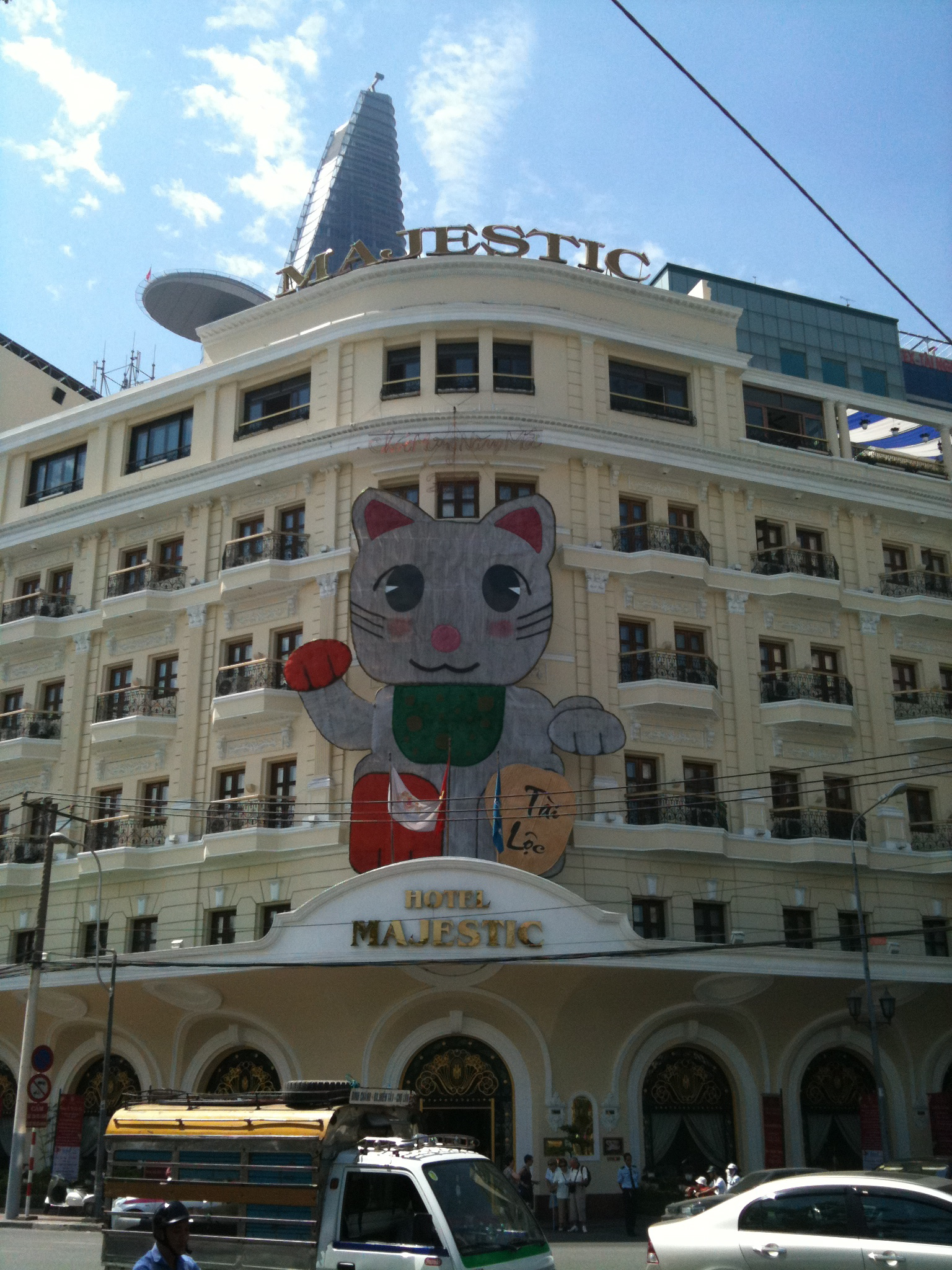
Khách sạn với trang trí dịp Tết 2011

Khách sạn Majestic Saigon, tên giao dịch tiếng Anh: Majestic Hotel, là một trong những khách sạn có bề dày lịch sử nổi tiếng của Sài Gòn và là một khách sạn 5 sao mang kiến trúc Pháp nằm cạnh bến Bạch Đằng, tại góc đường Đồng Khởi – Tôn Đức Thắng, khu vực trung tâm Thành phố Hồ Chí Minh. Từ khi xây dựng đến nay, Majestic đã chứng kiến và đi qua nhiều sự thay đổi lịch sử của Sài Gòn.
Vào tháng 7 năm 2011, công ty Saigon Tourist đã công bố một dự án 1,9 tỷ đô la Mỹ mở rộng khách sạn Majestic, trong đó có kế hoạch xây dựng 2 tòa tháp 24 và 27 tầng, trong vòng 3 năm. Khu phức hợp mới sẽ có tổng cộng 538 phòng, trong đó 353 phòng khách sạn.

## Lịch sử
Khách sạn Majestic đã trải qua gần một thế kỷ tồn tại, là một biểu tượng sự thời xa hoa tráng lệ của người Sài Gòn thời bấy giờ. Đến giờ, Majestic vẫn giữ được vẻ lộng lẫy như ngày nào và vẫn là niềm tự hào của người dân Sài Gòn.
Người bỏ tiền xây dựng khách sạn Majestic là một thương gia Việt gốc Hoa giàu có bậc nhất xứ Sài Gòn - Gia Định lúc bấy giờ là Hui Bon Hoa (hay còn gọi là Chú Hỏa, người được xếp vào hàng giàu có bậc nhất Sài Gòn lúc bấy giờ, sự giàu có của ông gắn với nhiều giai thoại bí ẩn, tên ông gắn với nhiều công trình nổi tiếng đồ sộ như Bảo tàng Mỹ thuật, Bệnh viện Từ Dũ, Bệnh viện Đa khoa Sài Gòn, khu nhà khách chính phủ, chợ Bình Tây, chùa Phụng Sơn,...)
- Vào năm 1925, Hui Bon Hoa đã xây dựng dựng ngay góc giao lộ Catinat và Quai le Myre de Vilers (nay là góc đường Đồng Khởi và Tôn Đức Thắng) một khách sạn mang tên Majestic với 3 tầng lầu, 44 phòng ngủ. Khách sạn này theo lối kiến trúc hiện đại của Pháp bấy giờ, do một kiến trúc sư người Pháp thiết kế.
- Năm 1948, Majestic được bàn giao cho Sở Du lịch và Triển lãm Đông Dương (The Indochina Tourism & Exhibition Department), do ông Franchini Mathieu - một người Pháp - điều hành.
- Năm 1954 sau Hiệp định Genève, Ủy hội Quốc tế giám sát đình chiến ở Việt Nam đặt văn phòng ở Khách sạn Majestic. Ngày 20 Tháng Bảy, 1955 nhân kỷ niệm một năm chia cắt Việt Nam, cuộc biểu tình với đám đông lớn kéo đến Majestic để phản đối Ủy hội, tiến đến bạo động đốt phá. Văn phòng Ủy hội và Khách sạn Majestic nói chung bị thiệt hại nặng.[2]
- Đến năm 1965, Majestic được chính quyền Việt Nam Cộng hòa chuyển giao cho Nha Du lịch và Tổng cục Phát triển Du lịch, đồng thời được xây dựng thêm 2 tầng, một phòng họp theo tiêu chuẩn quốc tế, một nhà hàng theo sự phác họa của kiến trúc sư Ngô Viết Thụ và được đổi tên là Khách sạn Hoàn Mỹ.
- Ngày 26 Tháng Tư, 1975, Khách sạn bị trúng pháo của Việt cộng gây nhiềụ thiệt hại.[2]
- Sau khi đất nước thống nhất, Majestic Hotel đổi tên là Khách sạn Cửu Long, nhưng tên giao dịch vẫn là Majestic, thuộc quyền quản lý của Sở Du lịch Thành phố Hồ Chí Minh.
- Năm 1994, Majestic được sửa chữa theo lối kiến trúc châu Âu thời Phục hưng, cùng nhiều hạng mục khác như quầy bar, phòng họp quốc tế… được xây dựng. Năm 1997, Majestic được Tổng cục Du lịch công nhận là khách sạn đạt chuẩn 4 sao.
- Năm 2003, Majestic tiếp tục "nâng cấp" với việc được nâng lên thành 8 tầng và mở rộng thêm về phía đường Tôn Đức Thắng.
- Đến năm 2007, khách sạn này được Tổng cục Du lịch công nhận đạt chuẩn 5 sao. Majestic cũng là khách sạn 5 sao đầu tiên do người Việt tự đầu tư, quản lý, điều hành. Tổng giám đốc lúc này là ông Tào Văn Nghệ.

Majestic đã từng đón tiếp nhiều nhân vật quan trọng trong suốt gần 1 thập kỷ qua như Tổng thống Pháp Mitterrand, Thái tử Nhật Akishino, Lee Hsien Loong - Thủ tướng Singapore, Thái tử Đan Mạch Henrick, Thái tử Anh Ed. Andrew, công chúa Thái Lan Maha Chakri Sring Dhorn, nguyên Thủ tướng Việt Nam Võ Văn Kiệt, đến tên tuổi quốc tế: Catherine Deneuve, giáo sư Trần Văn Khê, nhà văn Kaiko Takeshi.
Hiện nay Tổng giám đốc Majestic là ông Nguyễn Anh Vũ.